# 安心亞
安心亞（英語：Amber An，1985年9月18日—），本名廖婧伶，臺灣演員、歌手、主持人、模特兒。出生於臺灣臺中市，也是臺南人。在模特兒時期被經紀人所發掘，於2008年起參與《全民最大黨》擔任舉牌女郎，2009年起成為固定班底，曾模仿陳妍希、郭書瑤、寇乃馨等人物，並參加綜藝、廣告代言及雜誌拍攝等，後成為製作人王偉忠旗下藝人。2014年因演出八大偶像劇《妹妹》演技備受肯定。截至2022年已擁有超過200萬之Facebook粉絲，也有超過50萬之Instagram粉絲。

## 演藝生涯
安心亞在出道前是模特兒，曾被好友騙去上節目《我猜我猜我猜猜猜》，當時參加節目單元「醜小鴨變天鵝」。後來安心亞被當時的經紀人所發掘，於2008年起參與肯德基及La New健步鞋等廣告拍攝。自2009年2月起，安心亞在綜藝節目《全民最大黨》中成為班底，因模仿郭書瑤的「殺很大」以及在廣告單元劇「藍綠蜘蛛網」飾演「心哥」一角後，引起網友熱烈討論，此後被媒體及粉絲稱為「心哥」。同年11月，安心亞簽約成為製作人王偉忠旗下藝人。
安心亞開始嘗試往歌唱、演戲領域發展。
2011年6月，她簽約成為美妙音樂旗下歌手，於同年8月發行首張個人專輯《惡女》。
2012年，開始跨域參與電影演出，於首部電影《西門町》擔任女主角。
2013年演出電影《阿嬤的夢中情人》女主角。同年1月發行第二張專輯《單身極品》。
2014年9月發行第三張《在一起》，同年她認證粉絲名為「通心粉」。
2015年，安心亞與百鴻揚娛樂簽約，同年拍攝電視劇《致，第三者》。
2016年，她參演電視劇《狼王子》以及電影《大顯神威》。同年發行第四張《人生要漂亮》。
2017年2月，安再參演植劇場系列的《五味八珍的歲月》；同年7月，於新加坡拍攝電影《簡單的婚禮》。
2018年3月，她演出電影《殺手不笨》。2018年第53屆金鐘獎，因出演電影《阮氏碧花與她的兩個男人》，首度入圍金鐘獎電視電影女主角獎。同年9月，安心亞簽約成為環球音樂旗下歌手。
2019年11月13日，演出三立華劇《你有念大學嗎？》。
2020年發行第五張專輯《愛得起》，同年10月與阿Ken、納豆主持中天電視節目《同學來了》。
2023年1月13日，演出《牛車來去》，同年10月第58屆金鐘獎，入圍 戲劇節目女主角獎，出道至今是二度入圍。

## 音樂作品

### 個人專輯
| 專輯 # | 專輯資料                                                                    | 曲目 |
| ------ | --------------------------------------------------------------------------- | --- |
| 1st    | 《惡女》 - 發行日期：2011年8月26日 - 語言：國語 - 唱片公司：美妙音樂        | 曲目 1. 快快愛 (feat.MC HotDog) 2. 戀愛應援團 3. 乖乖牌 4. 我可以很勇敢 5. 哎呀呀呀 6. 惡女 7. Hola 8. 什麼都依你 9. 無可救愛（「暗黑世界」主題曲） 10. 人兒何處歸（華視《新還珠格格》片尾曲 |
| 2nd    | 《單身極品》 - 發行日期：2013年1月11日 - 語言：國語 - 唱片公司：美妙音樂    | 曲目 1. 唯舞 (線上遊戲《唯舞獨尊Online廣告主題曲) 2. Don't Cry (電影《西門町》主題曲) 3. 沒有你的明天(電視劇《仁顯皇后的男人》片尾曲) 4. 我們都在等待 (電影《阿嬤的夢中情人》主題曲) 5. 超完美極品 6. 殘酷遊戲 7. 呼呼 8. 單身日記 9. 愛得好寂寞 10. 愛情天敵 11. 藍色星球 (線上遊戲《藍星戰記Online遊戲主題曲) 12. 愛的動名片 (亞太電信代言廣告主題曲) |
| 3rd    | 《在一起》 - 發行日期：2014年9月19日 - 語言：國語 - 唱片公司：美妙音樂      | 曲目 1. 哈囉 (偶像劇「妹妹」插曲) 2. 在一起 3. 新宿 (偶像劇「妹妹」片尾曲) 4. 女孩，站出來! 5. 全面投降 6. U HOOO 7. 不想軟弱 8. 為愛出任務 9. 姐妹最大 10. 你所不知道的我 11. 愛要安心呀(feat. 蕭閎仁) 12. 女孩，站出來!(女神之戰) 13. 呼呼(Remix)※預購限定曲 14. 唯舞(Remix)※預購限定曲 15. 新宿(Acoustic Orchestra)※預購限定曲                       |
| 4th    | 《人生要漂亮》 - 發行日期：2016年10月31日 - 語言：國語 - 唱片公司：美妙音樂 | 曲目 1. Super跩 2. 靚仔(feat. 羅志祥) 3. 別再撐了 4. 要愛的迷信 5. 人生要漂亮 6. 放大鏡 (偶像劇「狼王子」插曲) 7. Kiss me (偶像劇「狼王子」插曲) 8. 慢陀螺 9. B生活 10. 做伙行 |
| 5th    | 《愛得起》 - 發行日期：2020年7月31日 - 語言：國語 - 唱片公司：環球音樂      | 曲目 1. 愛得起 2. 來追我男友吧 3. 臉盲症 4. 低頭戰 (feat.宋柏緯)（偶像劇「墜愛」插曲） 5. 情能補拙（偶像劇「墜愛」插曲） 6. 一半 7. 活過來 8. 超女力 9. 愛巡演 10. 夠不著的你（偶像劇「墜愛」片尾曲） |

### 其他歌曲
| 形式 | 發佈日期       | 專輯名稱                                 | 歌曲名稱     |
| ---- | -------------- | ---------------------------------------- | ------------ |
| CF   | 2011年7月22日  | 暗黑世界遊戲主題曲                       | 無可救愛     |
| CF   | 2012年6月30日  | 唯舞獨尊3遊戲主題曲                      | 唯舞         |
| CF   | 2012年12月14日 | 亞太電信代言廣告主題曲                   | 愛的動名片   |
| CF   | 2020年8月      | 蘋果公司app store廣告主題曲（台灣）      | Chillaxing   |
| 影視 | 2011年8月26日  | 電視劇《新還珠格格》片尾曲               | 人兒何處歸   |
| 影視 | 2012年8月15日  | 電影《西門町》主題曲                     | don't cry    |
| 影視 | 2013年1月8日   | 電視劇《仁顯皇后的男人》片尾曲           | 沒有你的明天 |
| 影視 | 2013年1月23日  | 電影《阿嬤的夢中情人》主題曲             | 我們都在等待 |
| 影視 | 2014年8月29日  | 電視劇《妹妹》片尾曲                     | 新宿         |
| 影視 | 2014年10月9日  | 電視劇《妹妹》插曲                       | 哈囉Hello    |
| 影視 | 2016年10月31日 | 電視劇《狼王子》插曲                     | 放大鏡       |
| 影視 | 2016年10月31日 | 電視劇《狼王子》插曲                     | Kiss me      |
| 影視 | 2017年8月19日  | 電影《大顯神威》插曲                     | 都給我       |
| 影視 | 2019年1月11日  | 電視劇《你有念大學嗎？》片頭曲           | Chillaxing   |
| 影視 | 2023年1月14日  | 電視劇《牛車來去》片尾曲                 | 帶著你的愛   |
| 影視 | 2025年3月23日  | 電視劇《火車來去》片尾曲                 | 黃金花       |
| 合唱 | 2013年11月14日 | 收錄於蕭閎仁《我的世界沒有你的音準》專輯 | 愛要安心呀   |
| 合唱 | 2014年10月26日 | 收錄於柯有倫《解放浪漫》專輯             | 解放浪漫     |
| 合唱 | 2014年12月31日 | 收錄於葛仲珊《XXXIII》專輯               | 自拍         |
| 合唱 | 2017年11月3日  | 收錄於蕭煌奇《人生 我敬你一杯》專輯      | 咱結婚好嗎?  |

### 音樂錄影帶
| 發佈日期   | 歌曲名稱                       |
| ---------- | ------------------------------ |
| 2009年1月  | Nobody's A Nun（王若琳）       |
| 2009年7月  | 魔鬼的眼淚（永邦）             |
| 2009年12月 | 沒那麼簡單 （黃小琥）          |
| 2011年11月 | 寶萊情緣 (咖哩花) （自由發揮） |
| 2013年     | 哈囉（魏晨）                   |
| 2013年11月 | 愛要安心呀（蕭閎仁）           |
| 2014年10月 | 解放浪漫（柯有倫）             |
| 2014年12月 | 自拍（葛仲珊）                 |
| 2017年11月 | 咱結婚好嗎?（蕭煌奇）          |

## 演出作品

### 劇集
| 播出日期                      | 播出頻道                | 劇名                       | 飾演                 | 備註       |
| ----------------------------- | ----------------------- | -------------------------- | -------------------- | ---------- |
| 2010年5月10日                 | 台視                    | 《飯糰之家》               | 辣妹（邱一武前女友） | 客串       |
| 2010年7月25日 2010年7月31日   | 台視 三立都會台         | 《鍾無艷》                 | Amy（櫃檯小妹）      | 客串       |
| 2010年12月19日 2010年12月25日 | 民視 八大綜合台         | 《愛似百匯》               | 宜靜                 | 客串       |
| 2013年6月9日 2013年6月15日    | 中視 中天綜合台         | 《愛情急整室》             | 陸伊婕               | 第二女主角 |
| 2014年8月8日 2014年8月9日     | 台視 八大綜合台         | 《妹妹》                   | 周繼薇               | 女主角     |
| 2015年8月22日 2015年8月23日   | 台視 東森綜合台         | 《致，第三者》             | 宋家安               | 女主角     |
| 2016年7月3日 2016年7月4日     | 台視 三立都會台         | 《狼王子》                 | 田蜜蜜               | 女主角     |
| 2016年7月12日 2016年7月13日   | 中視 中天娛樂台         | 《美好年代》               | Amber                | 客串       |
| 2017年7月14日 2017年7月15日   | 台視 八大戲劇台         | 《植劇場－五味八珍的歲月》 | 傅培梅               | 女主角     |
| 2017年10月12日 2017年10月28日 | LINE TV 緯來戲劇台      | 《逃婚一百次》             | 蔣美月               | 客串       |
| 2018年2月18日                 | 華視                    | 《阮氏碧花與她的兩個男人》 | 阮氏碧花             | 女主角     |
| 2018年8月14日                 | 愛奇藝                  | 《冰火奇緣》               | 冰女萊拉             | 女主角     |
| 2019年1月6日 2019年5月4日     | 台視 三立都會台         | 《你有念大學嗎？》         | 常可艾               | 女主角     |
| 2019年5月5日 2019年5月11日    | 華視 中天娛樂台         | 《最佳利益》               | 蕭美娟               | 客串       |
| 2020年2月8日 2020年5月16日    | TVBS歡樂台 愛奇藝台灣站 | 《墜愛》                   | 方多米               | 女主角     |
| 2022年1月14日                 | YouTube LINE TV         | 《浪我在你身邊》           | 魚兒                 | 女主角     |
| 2023年1月14日                 | 華視 公視               | 《牛車來去》               | 許逢春（阿春）       | 女主角     |
| 2023年6月3日                  | 公視 八大戲劇台         | 《最佳利益3－最終利益》    | 蕭美娟               | 客串       |
| 2023年10月24日                | 中視                    | 《開創者》                 | 莊蕙蘭               | 女主角     |
| 2024年4月1日                  | 客家電視台              | 《女孩上場2》              | 陳子齊               | 女主角     |
| 2024年4月6日                  | 公視 八大戲劇台         | 《不夠善良的我們》         | Sunny                | 客串       |
| 2024年9月29日                 | 華視 公視台語台         | 《孔雀魚》                 | 小雪                 | 女主角     |
| 2025年2月2日                  | 華視 公視台語台         | 《火車來去》               | 李文秀               | 女主角     |
| 2025年3月16日 2025年3月21日   | 東森戲劇台 緯來綜合台   | 《歡迎光臨 二代咖啡》      | 瑞珍                 | 客串       |
| 2025年                        | TVBS歡樂台              | 《整形過後》               | 蘇菲                 | 女主角     |
| 2026年                        |                         | 《我們的藍調時光》         |                      |            |

### 電影
| 上映日期                                                 | 片名                                  | 飾演                       |
| -------------------------------------------------------- | ------------------------------------- | -------------------------- |
| 2012年9月7日                                             | 《西門町》                            | 小萌                       |
| 2013年2月27日                                            | 《阿嬤的夢中情人》                    | 蔣美月                     |
| 2013年8月22日                                            | 《被偷走的那五年》                    | Lily                       |
| 2016年8月19日                                            | 《大顯神威》                          | 林晴霞                     |
| 2018年6月21日 (新加坡上映日) 2018年7月13日 (台灣上映日)  | 《簡單的婚禮》                        | 安紓語                     |
| 2019年2月5日 (馬來西亞上映日) 2020年1月23日 (台灣上映日) | 《殺手不笨》 （台譯：《殺手撿到槍》） | Talia                      |
| 2019年11月1日                                            | 《傻傻愛你，傻傻愛我》                | 可夫前女友                 |
| 2021年2月10日                                            | 《我沒有談的那場戀愛》                | 南之仰的前女友（聲音演出） |
| 2022年10月28日                                           | 《罪後真相》                          | 張方正                     |
| 2024年11月1日                                            | 《鬼們之蝴蝶大廈》                    | 白衣女子                   |
| 2025年                                                   | 《陽光女子合唱團》                    |                            |

### 舞台劇
- 2009年8月《醜男子》 演出日期：8/22晚場
  - 導演：鴻鴻
  - 嘉賓演出：黑眼睛跨劇團
  - 演出人員：張睿家，夾子小應，蔣薇華，吳昆達
- 2011年1月《瘋狂有限公司》 演出日期：1/7-1/16[9]
  - 導演：謝念祖
  - 演出人員：「全民大劇團」成員共同演出
- 2018年6月《日常戀襲曲》 演出日期：6/08-7/01(6月23日為錄影場)
  - 導演：陳培廣
  - 演出人員：吳世偉，徐華謙，李劭婕，王鏡冠，陳婉婷，李安琪
- 2019年1月《悶鍋出任務》 演出日期：1/03-1/06
  - 導演：劉沿瑲
  - 演出人員：郭子乾、九孔、洪都拉斯、唐從聖、納豆 (藝人)、吳怡霈、康茵茵、焦凡凡、蕭東意
  - 阿KEN1/3、1/6客串 -安心亞1/5(晚上場)客串

## 主持作品

### 電視節目
| 日期   | 節目名稱              | 播出頻道         | 備註                                     |
| ------ | --------------------- | ---------------- | ---------------------------------------- |
| 2008年 | 爆桿賓果王            | 衛視中文台       | 助理主持之一。                           |
| 2009年 | 全民最大黨            | 中天娛樂台       | 固定班底之一。                           |
| 2011年 | 電玩快打              | 緯來綜合台       | 與納豆主持。                             |
| 2010年 | 天黑請閉眼 (綜藝節目) | 緯來綜合台       | 與謝震武主持。                           |
| 2010年 | 電玩大牌黨            | 中視             | 第二季主持人；與袁艾菲、漾漾、夢夢主持。 |
| 2010年 | 我猜我猜我猜猜猜      | 中視             | 代班主持人；代班搭檔陳漢典。             |
| 2018年 | 我要當女一            | TVBS歡樂台       | 與吳宗憲主持。                           |
| 2020年 | 同學來了              | 中天綜合台       | 搭檔阿Ken、納豆。                        |
| 2024年 | 原子少年2             | 中視、TVBS歡樂台 | 擔任流星導師                             |

## 演唱會

### 售票演唱會
| 日期           | 演唱會名稱 | 舉行地點         | 嘉賓   |
| 2014年10月11日 | 女孩站出來 | 台北ATT SHOW BOX | 葛仲珊 |

### 演唱會嘉賓
| 日期          | 演唱會名稱                                | 舉行地點                | 歌手                         |
| 2013年6月29日 | MP魔幻力量〔神射手〕萬箭齊發旗艦版 演唱會 | 台北市台大綜合體育館    | 安心亞、MP魔幻力量、任賢齊   |
| 2014年8月23日 | JPM愛進化新歌演唱會                       | 台北松山文創園區1號倉庫 | 安心亞、JPM、吳思賢          |
| 2015年1月10日 | 「XXXIII」演唱會                          | 台北市台大綜合體育館    | 安心亞、葛仲珊、盧廣仲、比莉 |

## 平面作品

### 寫真卡
- 2009年12月 「安心亞明星寫真卡」，全台限量800套（Cosmos星盛國際發行）

### 寫真集
- 2011年1月 個人首本寫真集「安心亞x魔境夢遊」（推守文化發行）

## 獎項紀錄
| 年份   | 典禮                   | 獎項                        | 作品                   | 結果 |
| 2009年 | Yahoo!奇摩搜尋人氣大獎 | 台灣地區爆紅女藝人獎        | 安心亞                 | 獲獎 |
| 2009年 | Yahoo!奇摩搜尋人氣大獎 | 最受矚目人氣藝人獎          | 安心亞                 | 獲獎 |
| 2011年 | 第2屆壹周刊娛樂大賞    | 2011最受歡迎性感女星獎      | 安心亞                 | 獲獎 |
| 2011年 | FHM百大性感美女        | 「2011FHM百大性感美女」冠軍 | 安心亞                 | 獲獎 |
| 2011年 | MTV封神榜音樂獎        | 年度最具突破獎              | 安心亞                 | 獲獎 |
| 2011年 | MTV封神榜音樂獎        | 年度十大人氣獎              | 安心亞                 | 獲獎 |
| 2015年 | HITO流行音樂獎         | HITO首播點擊人氣            | 女孩站出來             | 獲獎 |
| 2016年 | 2016華劇大賞           | 最佳接吻獎(與張軒睿)        | 狼王子                 | 獲獎 |
| 2016年 | 2016華劇大賞           | 最佳螢幕情侶獎(與張軒睿)    | 狼王子                 | 提名 |
| 2016年 | 2016華劇大賞           | 最佳催淚獎(與張軒睿)        | 狼王子                 | 提名 |
| 2016年 | 2016華劇大賞           | 最佳女演員獎                | 狼王子                 | 提名 |
| 2017年 | HITO流行音樂獎         | 聽眾最愛對唱歌曲(與羅志祥)  | 靚仔                   | 獲獎 |
| 2018年 | 第53屆金鐘獎           | 迷你劇集／電視電影女主角獎  | 阮氏碧花與她的兩個男人 | 提名 |
| 2023年 | 第58屆金鐘獎           | 戲劇節目女主角獎            | 牛車來去               | 提名 |

## 軼事
中華職棒兄弟象隊於2013年轉賣，並更名為中信兄弟隊，但自2014年到2020年，七年內六度打進總冠軍賽，但都無法奪冠，安心亞的名字也被球迷拿來稱為"安心亞魔咒"。中信兄弟為了自破魔咒，於2021年3月14日主場開幕戰逆向操作請到安心亞開球，安心亞選擇背號1號，表示就是要打破魔咒，1號表示中信兄弟拿冠軍，中信兄弟也派出背號1號的陳子豪打擊並把球打出，象徵打破魔咒，安心亞也說：「封王遊行見。」雖然該場中信兄弟輸球，但最終中仍直落四橫掃統一獅隊拿下總冠軍，奪冠當天(12月1日)安心亞在臉書及IG發文：「今晚允許大家跟我分手！」也表示「之前一直被排擠，把我當瘟神，就覺得我的名字變成嗆聲的台詞，我就一直很想要中信兄弟拿到總冠軍，奪冠了變成了幸運女神！」以及打破這個魔咒讓她覺得解脫了，從被排擠到現在成為幸運女神，謝謝中信兄弟你們好棒，那些退追蹤的和封鎖她的，麻煩可以加回來了，而且以後要改口叫她「安心冠」。

## 外部連結
- 安心亞的Facebook專頁
- 安心亞的新浪微博
- 安心亞的Instagram帳戶
- YouTube上的安心亞 Amber An頻道
- 安心亞在互联网电影资料库（IMDb）上的資料（英文）
- 安心亞在香港影庫上的簡介
- 安心亞在豆瓣上的资料（简体中文）
- 安心亞在时光网上的簡介（简体中文）